# Саари, Микаэль
Ми́каэль Са́ари (фин. Mikael Saari; 1988, Хювинкяа, Финляндия) — финский музыкант, певец, автор песен в жанре инди-фолк; финалист национального отборочного тура «Евровидение 2013» и «Евровидение 2016».

## Биография
Родился в 1988 году в городе Хювинкяа. Изучает музыкальное театральное искусство и работает в городском театре города Лахти.
17 января 2013 года в первом отборочном туре вышел в финал национального конкурса песни Евровидение 2013 — «Uuden Musiikin Kilpailu» с песней-балладой «We Should Through».
В финале национального отбора на «Евровидение 2016» — «Uuden Musiikin Kilpailu» 27 февраля 2016 года занял третье место с песней «On It Goes».

## Синглы
| Год  | Сингл                  | Альбом            |
| ---- | ---------------------- | ----------------- |
| 2013 | «We Should Be Through» | Non-album singles |
| 2016 | «On It Goes»           | Non-album singles |